# Khariya
Khariya of Khadia is een census town in het district Sonbhadra van de Indiase staat Uttar Pradesh. De plaats ligt nabij het Govind Ballabh Pant Sagar, een van de grootste stuwmeren van India.

## Demografie
Volgens de Indiase volkstelling van 2001 wonen er 9836 mensen in Khariya, waarvan 55% mannelijk en 45% vrouwelijk is. De plaats heeft een alfabetiseringsgraad van 72%.